# Полевой (Тверская область)
Полевой — поселок в Старицком районе Тверской области. Входит в состав сельского поселения Луковниково.

## География
Находится в южной части Тверской области на расстоянии менее 1 км на восток по прямой от административного центра поселения села Луковниково.

## История
На карте 1979 года на месте поселка ещё показаны безымянные постройки.

## Население
Численность населения: 72 человека (русские 96 %) в 2002 году, 63 в 2010.